# John Telander
John Oskar Telander, född 19 juni 1881 i Katarina församling, Stockholm, död 7 mars 1935 i Saltsjöbadens församling, Stockholms län, var en svensk byggnadsingenjör och byggmästare.

## Biografi
John Telander var son till verkmästaren vid Södra varvet John Telander och Fanny Andersson. Han besökte mellan 1892 och 1896 Katarina lägre allmänna läroverk och utexaminerades 1900 från Tekniska skolan i Stockholm. Mellan 1902 och 1907 var han inom Stockholms stad anställd dels som ritare, dels som byggnadskontrollant. Därefter följde egen yrkesutövning, bland annat som byggmästare för fastigheten Piplärkan 8 vid Valhallavägen 74 ritad av arkitekt Torben Grut. Från 1918 var han byråingenjör vid Byggnadsstyrelsen.
Telander fann sin sista vila på Sandsborgskyrkogården där han gravsattes den 16 mars 1935 i familjegraven. Där finns även hustrun Fanny Sofia (död 1935).

## Referenser

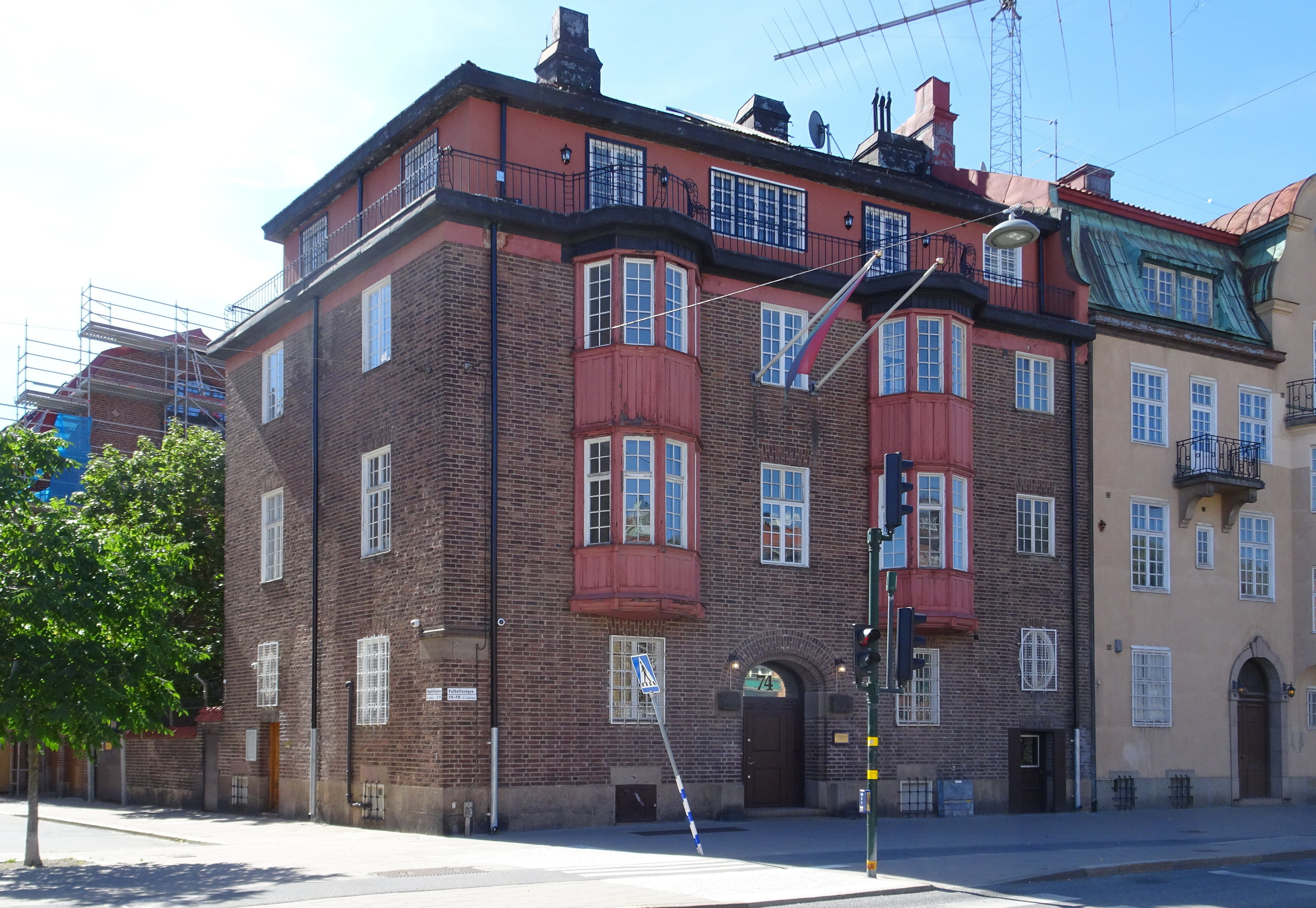
Piplärkan 8, Valhallavägen 74, uppförd 1909–1910 av Telander efter ritningar av Torben Grut, sedan 1978 plats för Libyens ambassad i Stockholm.